# フォスター・ギャンブル
フォスター・ギャンブル（James Foster Gamble、1948年 - ）は、アメリカ合衆国のドキュメンタリー映画製作者。P&G(プロクター・アンド・ギャンブル)社の創業一族の子孫として生まれる。

## 来歴
プリンストン大で学んだ後、1997年に学際シンクタンク、セコイア・シンポジウムThe Sequoia Symposiumを共同で設立。
2011年に私財480万ドルを投じて製作した映像作品『THRIVE』を発表。同作品では地球外知的生命体の実在や、ミステリーサークルの真相、有害な化学物質の空中散布（ケムトレイル）の実態、 ワクチン接種による不妊の推進、フリーエネルギー開発を妨害する地球支配者の存在、国際金融エリートにより操られる経済制度などについて独自理論を展開している。